# Jean Baptiste Robineau-Desvoidy

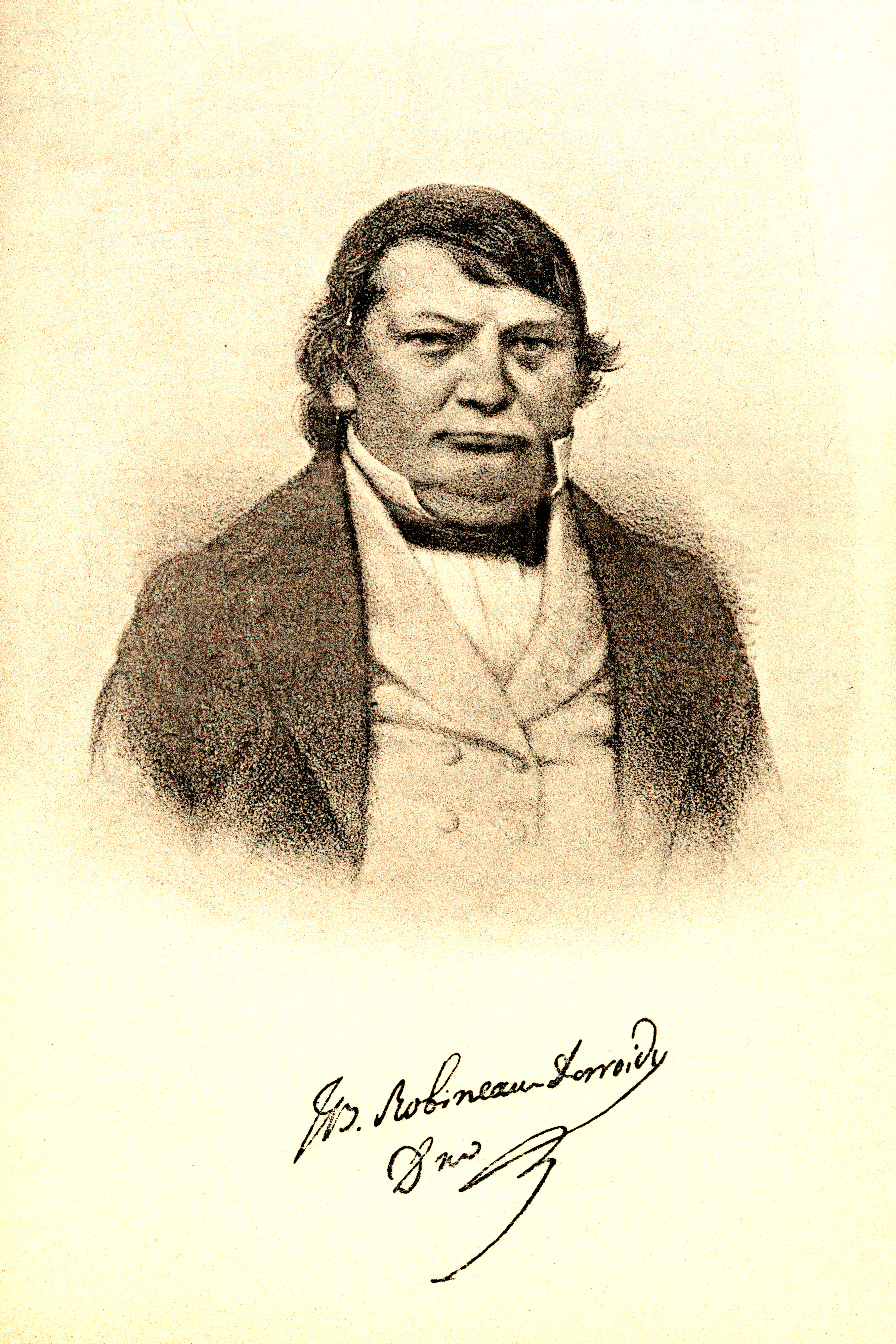
André Jean Baptiste Robineau-Desvoidy

André Jean Baptiste Robineau-Desvoidy (ur. 1 stycznia 1799 w Saint-Sauveur-en-Puisaye, zm. 25 czerwca 1857 w Paryżu) – francuski lekarz i entomolog specjalizujący się w studiach nad muchówkami oraz chrząszczami.

## Muchy oznaczone przez Robineau-Desvoidy’ego
(wybrane)
- Brachyopa scutellaris 1843 – rodzina bzygowate
- plujka pospolita (Calliphora vicina) 1830 – rodzina plujkowate
- Thecopohora fulvipes 1830 – rodzina Conopidae
- rodzaj Morellia – gatunek Morellia aenescens 1830 – muchowate
- rodzaj Azelia – gatunek Azelia nebulosa 1830
- rodzaj Hydromyia 1830 – rodzina Sciomyzidae
- rodzaj Herina 1830 – rodzina Ulidiidae
- rodzaj Sphenella 1830 – rodzina Tephritidae
- rodzaj Delia 1830 – rodzina Anthomyidae
- rodzaj Bengalia – rodzina plujkowate

## Dzieła
(wybrane)
- Essai sur la tribu des culicides. Mém. Soc. Hist. Nat. Paris 3: 390-413 (1827).
- Essai sur les myodaires. Mém. Pres. Div. Sav. Acad. R. Sci. Inst. Fr. 2(2), 813 p. (1830).
- Notice sur le genre fucellie, Fucellia, R.D., et en particulier sur le Fucellia arenaria. Ann. Soc. Entomol. Fr. 10: 269-72. (1842).
- Myodaires des environs de Paris [part]. Ann. Soc. Entomol. Fr. (2) 6: 429-77. (1849). This paper forms part of a series, though the first part had the title „Études sur les myodaires des environs de Paris.” The parts are as follows: Ann. Soc. Entomol. Fr. (2) 2: 5-38 (1844); (2) 4: 17-38 (1846); (2) 5: 255-87 (1847); (2) 6: 429-77 (1849); (2) 8: 183-209 (1850); (2) 9: 177-90, 305-21 (1851).
- Mémoire of M. Léon Dufour donne la description de la larve et des moeurs d’une muscide, larve qui vit du sang de petites hirondelles. Bull. Soc. Entomol. Fr. (2) 7: iv-v. (1849)
- Description d’agromyzes et de phytomyzes écloses chez M. le colonel Goureau. Rev. Mag. Zool. (2) 3: 391-405. (1851)
- Diptères des environs de Paris. Famille des myopaires. Bull. Soc. Sci. Hist. Nat. L’Yonne 7: 83-160. (1853).
- Histoire naturelle des diptères des environs de Paris. Oeuvre posthume du Dr Robineau-Desvoidy. Publiée par les soins de sa famille, sous la direction de M.H. Monceaux.2 vols. Masson et Fils, Paris. 1500p. (1863)